# Miss Mississippi USA
Miss Mississippi USA, est un concours de beauté féminin, réservé aux jeunes femmes vivant dans l'État du Mississippi. 
La gagnante participe à l'élection de Miss USA.
Asya Branch est la première Miss Mississippi USA à remporter le titre de Miss USA en 2020.

## Lauréates
| Année     | Nom                     | Domicile       | Âge1 | Classement à Miss USA               | Prix spéciaux à Miss USA | Notes                                                                                                  |
| --------- | ----------------------- | -------------- | ---- | ----------------------------------- | ------------------------ | --- |
| 2025      | McKenzie Cole           | Vicksburg      | 19   |                                     |                          | Participante à Miss Mississippi Teen USA 2022                                                          |
| 2024      | Kaylee Brooke McCollum  | Amory          | 24   | Top 20                              |                          | Participante à Miss Mississippi Teen USA 2019 et 3e dauphine de Miss Teen USA 2019                     |
| 2023      | Sydney Russell          | Meridian       | 24   |                                     |                          | |
| 2022      | Hailey White            | Picayune       | 23   |                                     |                          | |
| 2021      | Bailey Anderson         | Hurley         | 22   | Top 16                              |                          | |
| 2020      | Asya Branch             | Booneville     | 21   | Miss USA 2020                       |                          | - Première miss afro-américaine élue Miss Mississippi USA - Miss Mississippi 2018                      |
| 2019      | Madeleine Overby        | Columbus       | 21   |                                     |                          | |
| 2018      | Laine Alden Mansour     | Tupelo         | 21   |                                     |                          | |
| 2017      | Ashley Hamby            | Madison        | 23   |                                     |                          | |
| 2016      | Haley Sowers            | Meridian       | 22   |                                     |                          | Participante à Miss Mississippi Teen USA 2010 et 4e dauphine de Miss Teen USA 2010                     |
| 2015      | Courtney Elizabeth Byrd | Jackson        | 22   |                                     |                          | Participante à Miss Tennessee 2013 et Miss Henderson County 2013                                       |
| 2014      | Chelsea Reardon         | Southaven      | 23   |                                     |                          | International Junior Miss Teen 2010                                                                    |
| 2013      | Paromita Mitra          | Hattiesburg    | 21   |                                     |                          | Née au Bangladesh Participante à Miss Mississippi Teen USA 2009                                        |
| 2012      | Myverick Garcia         | Hattiesburg    | 21   |                                     |                          | Née à Hattiesburg, Mississippi                                                                         |
| 2011      | Keeley Patterson        | Starkville     | 20   |                                     |                          | |
| 2010      | Breanne Ponder          | Mount Olive    | 20   | Top 10, fini à la 8e place          |                          | |
| 2009      | Jessica Lauren McRaney  | Terry          | 23   |                                     |                          | Participante à Miss Mississippi Teen USA 2004                                                          |
| 2008      | Leah Laviano            | Ellisville     | 19   | 1re dauphine                        |                          | |
| 2007      | Jalin Wood              | Waynesboro     | 25   |                                     |                          | Participante à Miss Mississippi 2004                                                                   |
| 2006      | Kendra King             | Monticello     | 20   |                                     |                          | |
| 2005      | Jennifer Adcock         | Hattiesburg    | 24   | Top 10, fini à la 7e place          |                          | Précédemment Miss Mississippi 2002, demi-finaliste à Miss America 2003, Mississippi's Junior Miss 1998 |
| 2004      | Beth Richards           | Laurel         | 25   |                                     |                          | |
| 2003      | Allison Bloodworth      | Grenada        | 21   |                                     |                          | Précédemment Miss Mississippi Teen USA 1999                                                            |
| 2002      | Heather Soriano         | Philadelphia   | 24   |                                     |                          | Précédemment Miss Mississippi 1999                                                                     |
| 2001      | Melanie Vaughn          | Olive Branch   |      |                                     |                          | |
| 2000      | Angie Carpenter         | Greenwood      |      |                                     |                          | Précédemment Miss Mississippi Teen USA 1994, demi-finaliste à Miss Teen USA 1994                       |
| 1999      | Kari Babski             | Gloster        |      |                                     |                          | |
| 1998      | Angel Whatley           | Jackson        |      |                                     |                          | |
| 1997      | Arlene McDonald         | Tupelo         |      |                                     |                          | Précédemment Miss Mississippi Teen USA 1992, demi-finaliste à Miss Teen USA 1992                       |
| 1996      | Caroline Ramagos        | Soso           |      |                                     |                          | |
| 1995      | Jill Tullos             |                |      |                                     |                          | Married Senator Chris McDaniel                                                                         |
| 1994      | Leslie Jetton           |                |      |                                     |                          | |
| 1993      | Sherry Bowles           | Lambert        |      |                                     |                          | |
| 1992      | Tammy Johnson           |                |      |                                     |                          | |
| 1991      | Mitzi Swanson           |                |      |                                     |                          | |
| 1990      | Stephanie Teneyck       |                | 20   | Demi-finaliste, fini à la 11e place | Miss Photogenic          | 2e dauphine à Miss All Nations 1990                                                                    |
| 1989      | Laura Durrett           | Olive Branch   |      |                                     |                          | |
| 1988      | Dana Richmond           | Madison        | 20   | 4e dauphine                         |                          | 1re dauphine à Miss International 1988                                                                 |
| 1987      | Kathy Manning           | Drew           | 24   | Demi-finaliste, fini à la 6e place  |                          | Précédemment Miss Mississippi 1984, 2e dauphine à Miss America 1985                                    |
| 1986      | Cindy Williams          | Hattiesburg    | 22   | 3e dauphine                         |                          | Demi-finaliste à Miss International 1986                                                               |
| 1985      | Camille Gilliland       | Meridian       |      |                                     |                          | |
| 1984      | Carla Green             | Biloxi         |      |                                     |                          | |
| 1983      | Becky Case              | Jackson        |      |                                     |                          | |
| 1982      | Nancy Perkins           | Marks          |      |                                     |                          | |
| 1981      | Angela Ashmore          |                |      |                                     |                          | |
| 1980      | Cheri Brown             | Meridian       |      |                                     |                          | Précédemment Miss Mississippi 1978, preliminary swimsuit winner at Miss America 1979                   |
| 1979      | Laurie Kimbrough        | Oxford         |      | 4e dauphine                         |                          | |
| 1978      | Wanda Gatlin            |                |      |                                     |                          | |
| 1977      | Leigh Tapley            | Jackson        |      |                                     |                          | |
| 1976      | Teresa Camp             |                |      |                                     |                          | |
| 1975      | Leigh Cross             | Hernando       |      |                                     |                          | |
| 1974      | Denise Clark            |                |      |                                     |                          | |
| 1973      | Karen Clements          |                |      |                                     |                          | |
| 1972      | Deborah Pawlik          |                |      |                                     |                          | |
| 1971      | Janey Gillis            |                |      |                                     |                          | |
| 1970      | Susan Ladner            | Pass Christian |      |                                     |                          | |
| 1969      | Rose Ray                |                |      |                                     |                          | |
| 1968      | Brenda Conerly          |                |      |                                     |                          | |
| 1967      | Lassie Cooke            |                |      |                                     |                          | |
| 1966      | Jane Sutherland         |                |      |                                     |                          | |
| 1965      | Madeline Scarbrough     |                |      |                                     |                          | |
| 1964      | Patricia Ann Turk       |                |      | Demi-finaliste                      |                          | |
| 1963      | Joan Kenebrilde         | Hattiesburg    |      |                                     |                          | |
| 1962      | Sandra Mazur            | Jackson        |      |                                     |                          | |
| 1961      | Marlene Britsch         |                |      | Demi-finaliste                      |                          | |
| 1954–1960 | Pas de concours         |                |      |                                     |                          | |
| 1953      | Jessie Morgan           |                |      |                                     |                          | Demi-finaliste à Miss America 1951                                                                     |
| 1952      | Carolyn Thomas          |                |      |                                     |                          | |

## Palmarès à l’élection Miss USA depuis 1952
- Miss USA : 2020
- 1re dauphine : 2008
- 2e dauphine :
- 3e dauphine : 1986
- 4e dauphine : 1988
- Top 5 : 1991
- Top 10 : 2005, 2010
- Top 15 : 1961, 1964, 1987, 1990
- Top 20 :
- Classement des états pour les 10 dernières élections :